# Fardin Masoumi Valadi
Fardin Masoumi Valadi (* 10. November 1977 in Gilan) ist ein iranischer Freistilringer. Er war Teilnehmer an den Olympischen Sommerspielen 2008 in Peking. 
Masoumi errang beim World Cup 2006 sowie bei den Asienmeisterschaften 2007 und 2008 die Goldmedaille im Freistil. Bei den Weltmeisterschaften in Guangzhou (China) gewann er die Bronzemedaille.
Während der Olympischen Sommerspiele in Peking unterlag er dem Kasachen Marid Mutalimow im Kampf um die Bronzemedaille.

## Sportlerprofil
- Größe: 185 cm
- Gewicht: 120 kg